# Aechmea bruggeri
Aechmea bruggeri är en gräsväxtart som beskrevs av Elton Martinez Carvalho Leme. Aechmea bruggeri ingår i släktet Aechmea och familjen Bromeliaceae. Inga underarter finns listade i Catalogue of Life.